# Ursy
Ursy ist eine politische Gemeinde im Bezirk Glâne des Kantons Freiburg in der Schweiz. Mit Wirkung auf den 1. Januar 2001 wurden die vorher selbständigen Gemeinden Bionnens, Mossel und Vauderens mit der Gemeinde Ursy fusioniert, und am 1. Januar 2012 wurde Vuarmarens (inkl. der zuvor eingemeindeten Esmonts und Morlens) nach Ursy eingemeindet. Am 1. Januar 2025 fusionierte Montet (Glâne) mit Ursy.

## Geographie
Ursy liegt auf 705 m ü. M., 9 km südwestlich des Bezirkshauptortes Romont und 5 km südöstlich von Moudon (Luftlinie). Das Dorf erstreckt sich auf einem Plateau östlich des Oberlaufs der Broye, am Südwestfuss des Signal d'Esmonts, im südwestlichen Freiburger Mittelland.
Die Fläche des 14,9 km² grossen Gemeindegebiets umfasst einen Abschnitt des Molassehügellandes des Freiburger Mittellandes. Das Gebiet erstreckt sich vom Plateau von Ursy, das im Norden vom Bois du Mont (bis 823 m ü. M.) auf dem Signal d'Esmonts begrenzt ist, ostwärts über den Hang von Vauderens bis auf die angrenzenden Molassehöhen Le Meylan (866 m ü. M.) und La Crêta (873 m ü. M.). Südöstlich dieses Höhenzugs reicht der Gemeindeboden ins Quellgebiet der Glâne, in die Mulde von Invau und an den hier entspringenden Bach Maflon, dessen Wasser zusammen mit dem Flon zur Broye fliesst. Im Waldgebiet La Râpe östlich der Mulde von Invau wird mit 875 m ü. M. der höchste Punkt von Ursy erreicht. Der südlichste Teil des Gebietes wird von der Höhe von Mossel (819 m ü. M.) eingenommen. Von der Gemeindefläche entfielen 1997 8 % auf Siedlungen, 24 % auf Wald und Gehölze und 68 % auf Landwirtschaft.
Zu Ursy gehören die Dörfer Esmonts (828 m ü. M.), Vauderens (757 m ü. M.) und Vuarmarens (685 m ü. M.), die Weiler Mossel (819 m ü. M.), Invau (805 m ü. M.) in der Mulde östlich der Höhe La Crêta, Fin de Vau (822 m ü. M.) am Südhang von La Crêta und Pré du Château (850 m ü. M.) nördlich des Meylan, Morlens (725 m ü. M.) sowie einige Hofsiedlungen und Einzelhöfe.
Nachbargemeinden von Ursy sind Siviriez, Le Flon und Rue im Kanton Freiburg sowie Lucens, Chavannes-sur-Moudon und Vulliens im Kanton Waadt.

## Bevölkerung
Mit 4025 Einwohnern (Stand 31. Dezember 2023; inkl. 532 Einwohnern von Montet) gehört Ursy zu den mittelgrossen Gemeinden des Kantons Freiburg. Die Bevölkerungszahl von Ursy belief sich 1900 auf 1140 Einwohner (inklusive die heute eingemeindeten Ortschaften). Im Lauf des 20. Jahrhunderts pendelte sie zwischen 1000 und 1200 Personen. Erst seit ungefähr 1980 (1199 Einwohner) wurde ein deutliches Bevölkerungswachstum verzeichnet (insbesondere von Ursy, Vauderens und Vuarmarens).
Einwohnerzahlen: Volkszählungsdaten
Angaben: ab 2010 inkl. Bionnens, Mossel und Vauderens (Eingemeindung 2001), ab 2015 inkl. Vuarmarens (Eingemeindung 2012)      

## Wirtschaft
Ursy war bis Mitte des 20. Jahrhunderts eine vorwiegend durch die Landwirtschaft geprägte Gemeinde. Noch heute haben die Milchwirtschaft, die Viehzucht und der Ackerbau einen gewissen Stellenwert in der Erwerbsstruktur der Bevölkerung. Seit den 1950er-Jahren haben sich in Ursy eine Reihe kleiner und mittlerer Unternehmen niedergelassen, welche die Wirtschaftsstruktur der Gemeinde erheblich veränderten. Der bedeutendste Betrieb in Ursy ist heute die Elsa Group SA, die 2023 die 1964 gegründete Mifroma SA per Fusion übernahm. Sie betreibt einen Käsekeller zur Veredlung von Greyerzer Käse und ist dem Detailhandelsunternehmen Migros angeschlossen. Im Weiteren sind in der Gemeinde Unternehmen des Baugewerbes, der Nahrungsmittelindustrie, des Orgelbaus, mechanische Werkstätten und Architekturbüros vertreten. In den letzten Jahrzehnten hat sich das Dorf dank seiner attraktiven Lage auch zu einer Wohngemeinde entwickelt. Viele Erwerbstätige sind deshalb Wegpendler, die hauptsächlich in den Regionen Moudon und Oron-la-Ville arbeiten.

## Verkehr
Die Gemeinde ist verkehrstechnisch recht gut erschlossen. Sie liegt an der Hauptstrasse von Romont nach Moudon. Durch die Buslinien der Freiburger Verkehrsbetriebe, die von Romont via Ursy und Oron-la-Ville nach Palézieux-Gare und von Romont via Ursy und Vauderens nach Moudon verkehren, ist Ursy an das Netz des öffentlichen Verkehrs angebunden. In Vauderens befindet sich der Bahnhof an der Eisenbahnlinie von Lausanne nach Freiburg, die am 4. September 1862 in Betrieb genommen wurde.

## Geschichte
Die erste urkundliche Erwähnung des Ortes erfolgte um 1160 unter dem Namen Ursei. Später erschienen die Bezeichnungen Urseio (1190), Ursez (1215) und Ursi (1235). Der Ortsname geht auf den gallorömischen Personennamen Ursius zurück.
Ursy gehörte im Mittelalter zur Herrschaft Rue und gelangte Mitte des 13. Jahrhunderts unter die Oberhoheit der Grafen von Savoyen. Als die Berner 1536 das Waadtland eroberten, kam das Dorf unter die Herrschaft von Freiburg und wurde der Vogtei Rue zugeordnet. Nach dem Zusammenbruch des Ancien Régime (1798) gehörte Ursy während der Helvetik und der darauf folgenden Zeit zum Bezirk Rue und wurde 1848 in den Bezirk Glâne eingegliedert.
Im Rahmen der vom Kanton Freiburg seit 2000 geförderten Gemeindefusionen wurden die vorher selbständigen Gemeinden Bionnens, Vauderens und Mossel mit Wirkung auf den 1. Januar 2001 nach Ursy eingemeindet. Am 1. Januar 2012 wurde Vuarmarens (inkl. der zuvor eingemeindeten Esmonts und Morlens) nach Ursy eingemeindet. Am 1. Januar 2025 fusionierte Montet (Glâne) mit Ursy.

## Sehenswürdigkeiten
Die Pfarrkirche von Ursy wurde 1859 errichtet. Sie ist die Hauptkirche der Pfarrei Ursy-Morlens.

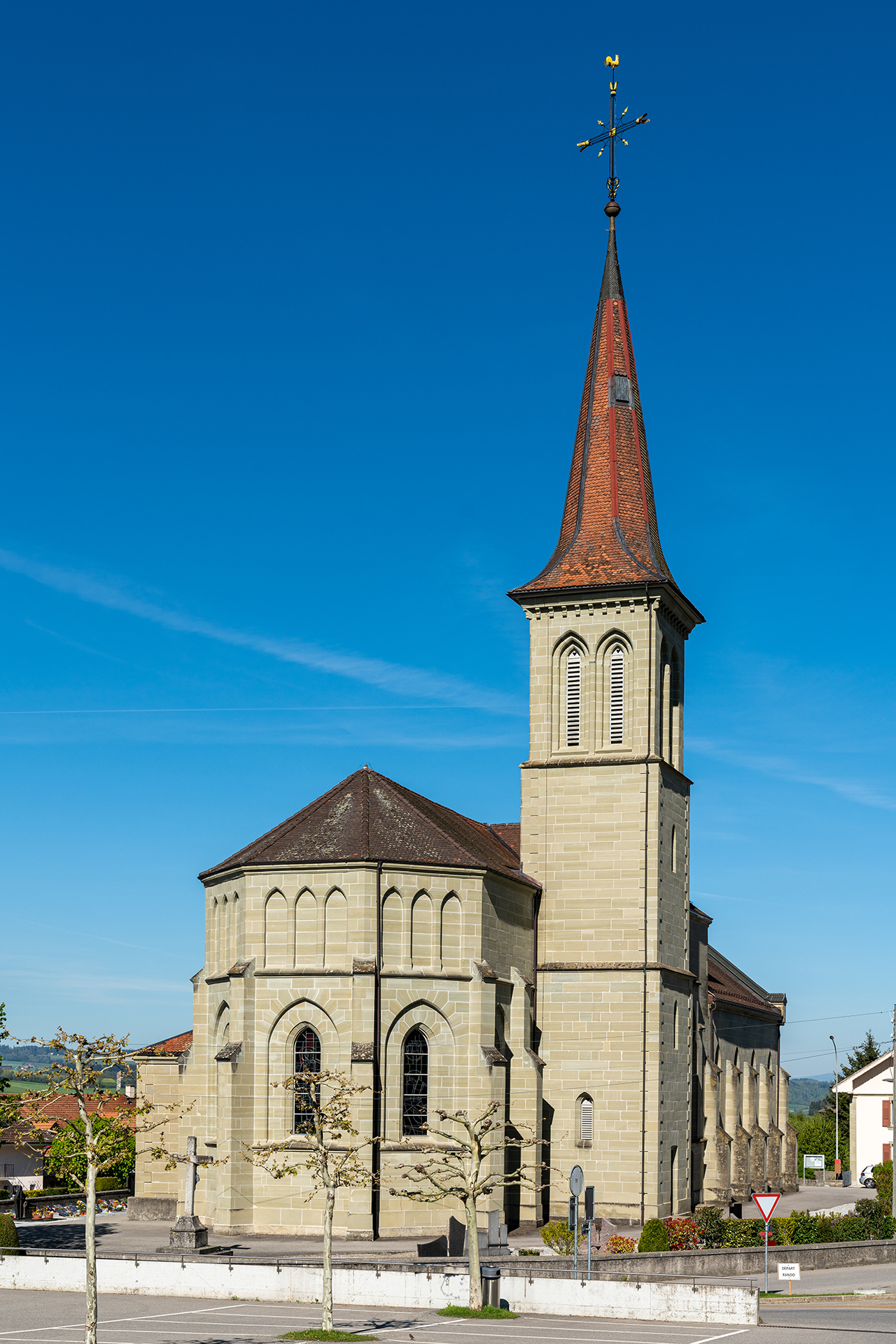
Kirche Saint Maurice
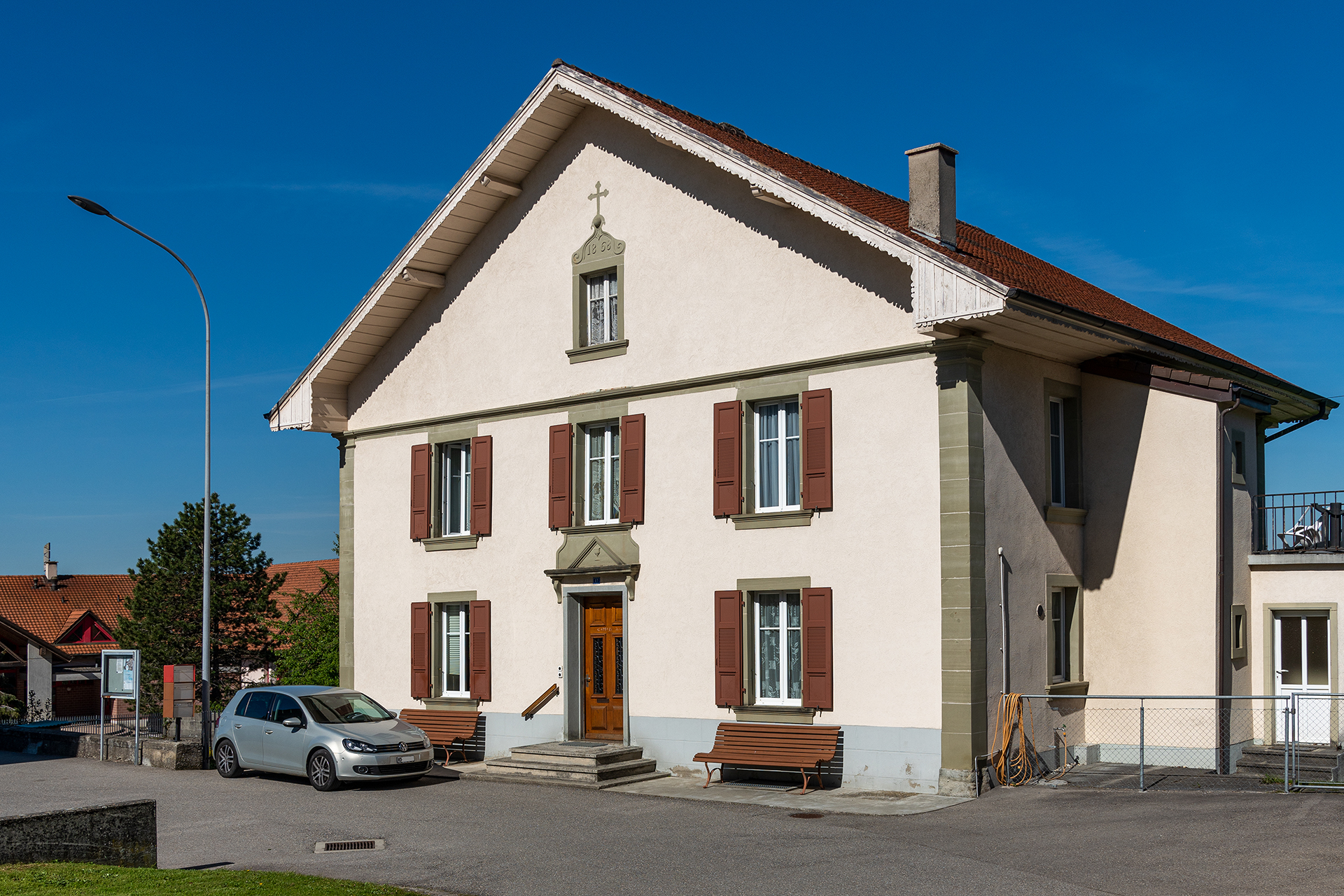
Pfarrhaus
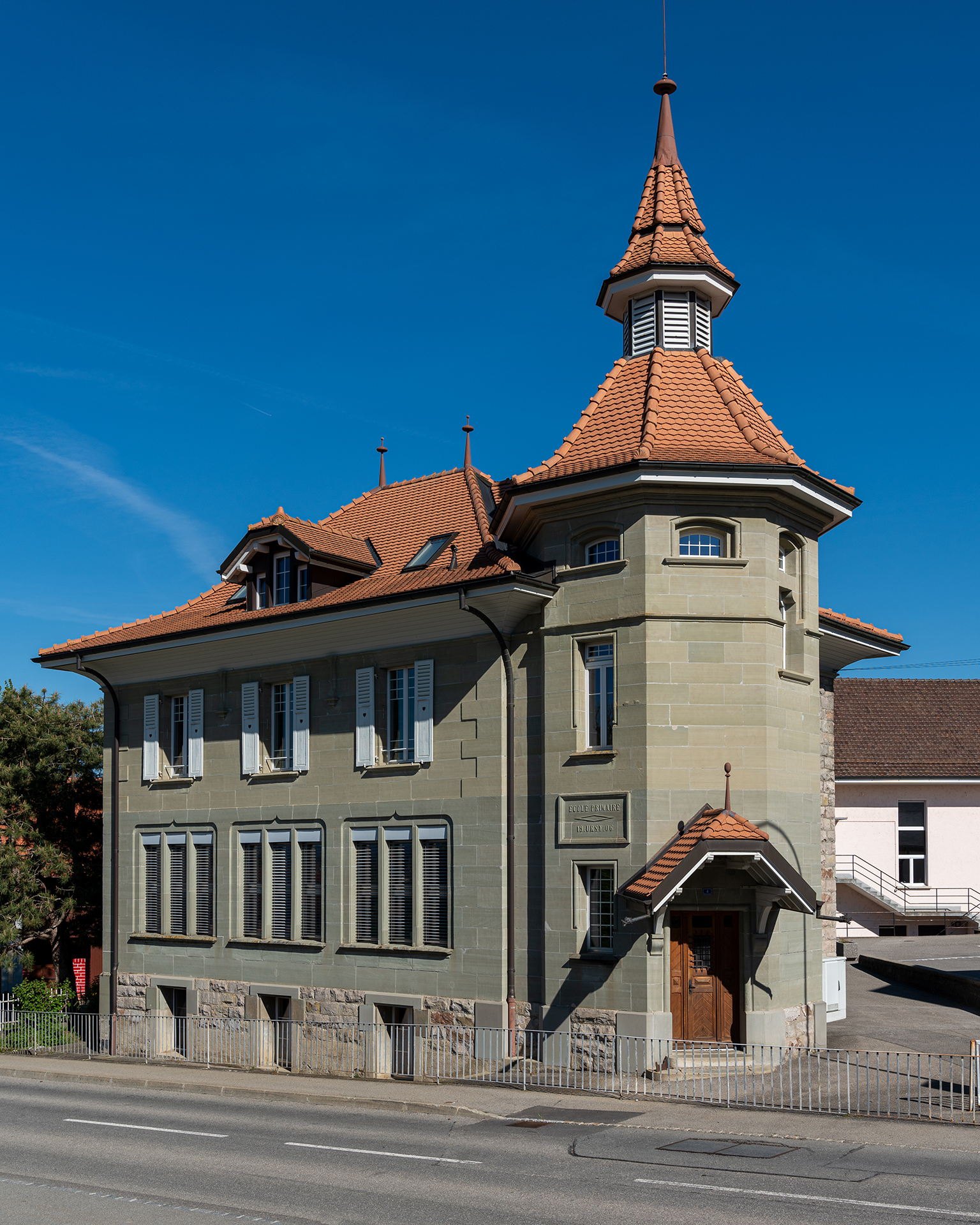
Altes Schulhaus
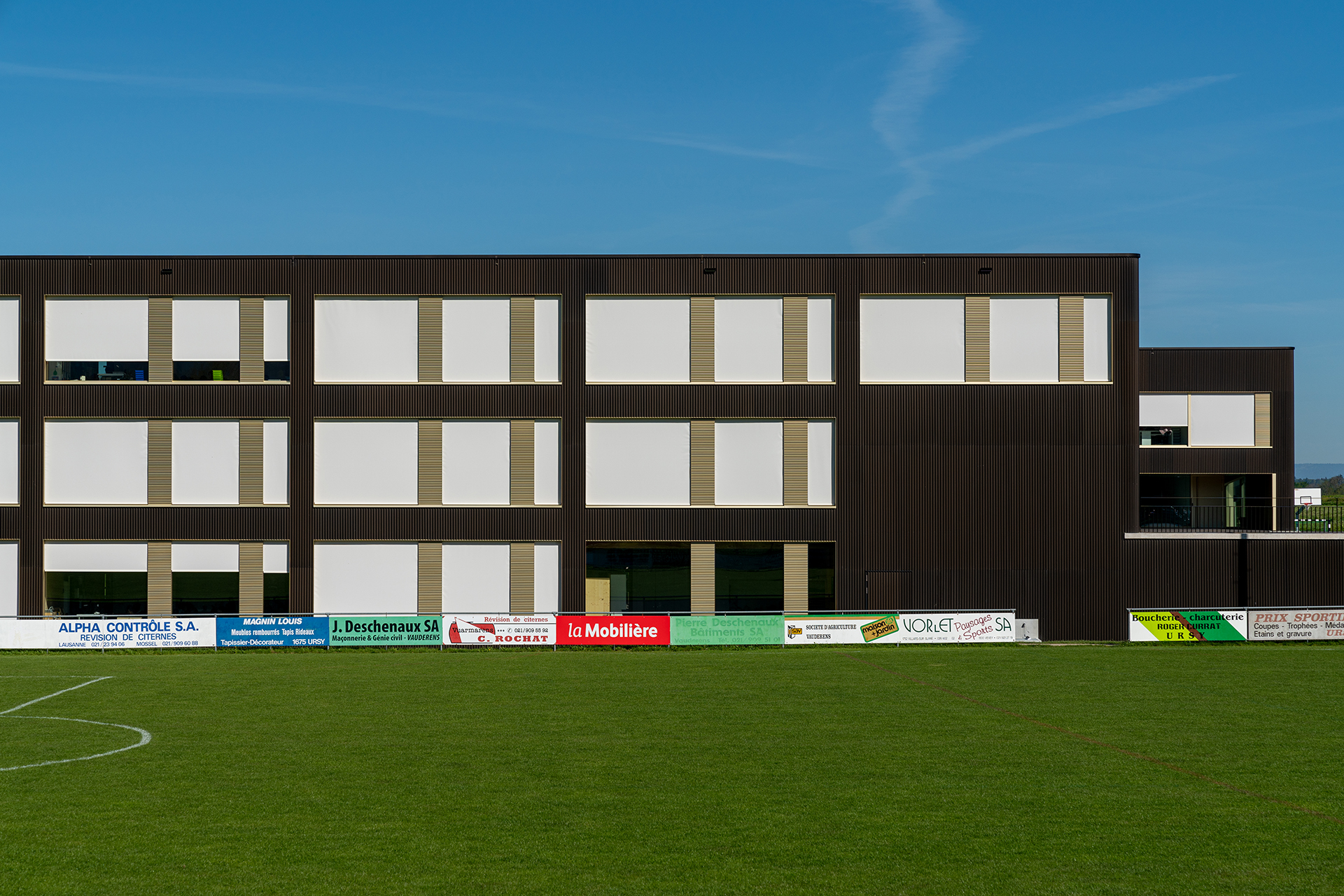
Neues Schulhaus
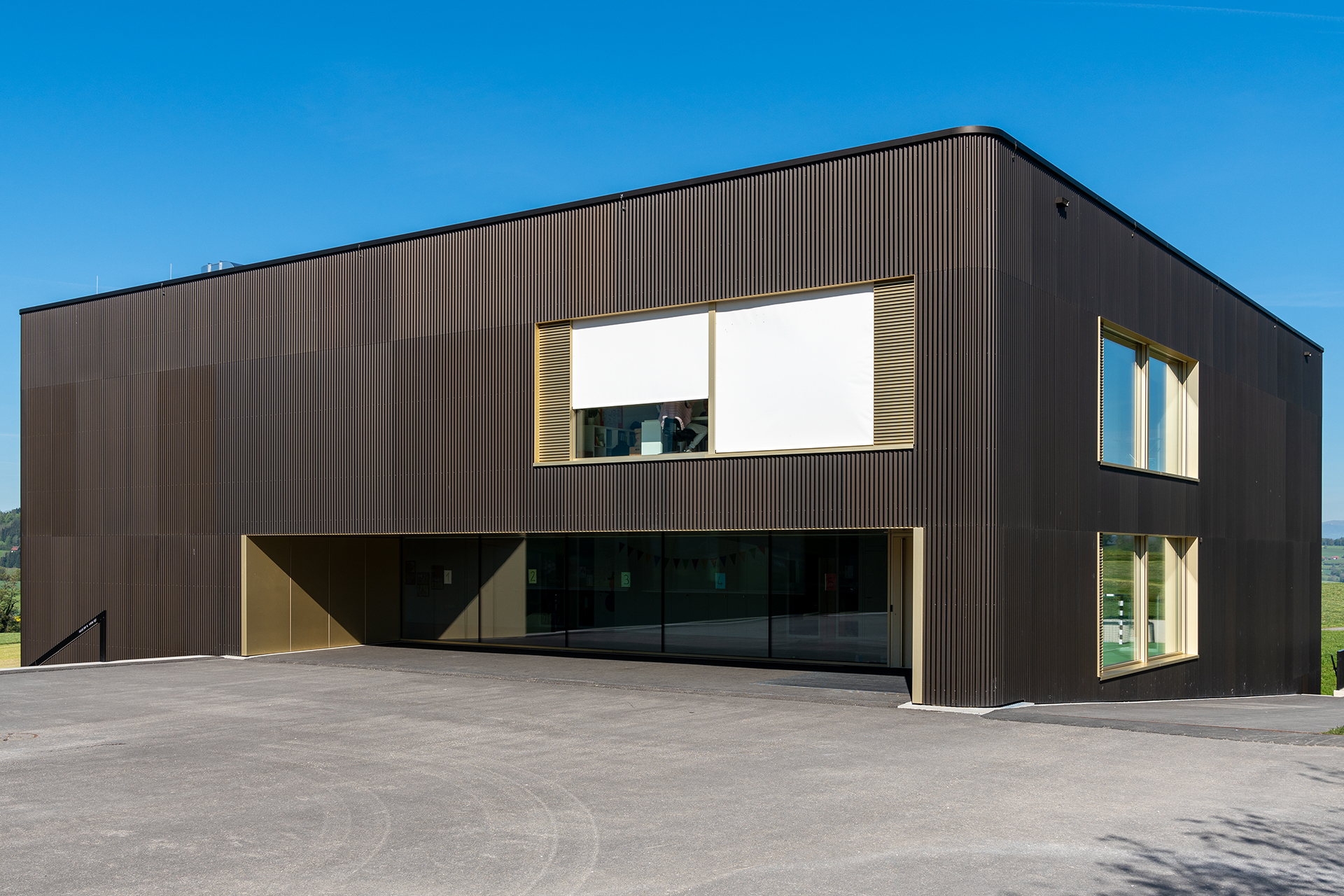
Neues Schulhaus
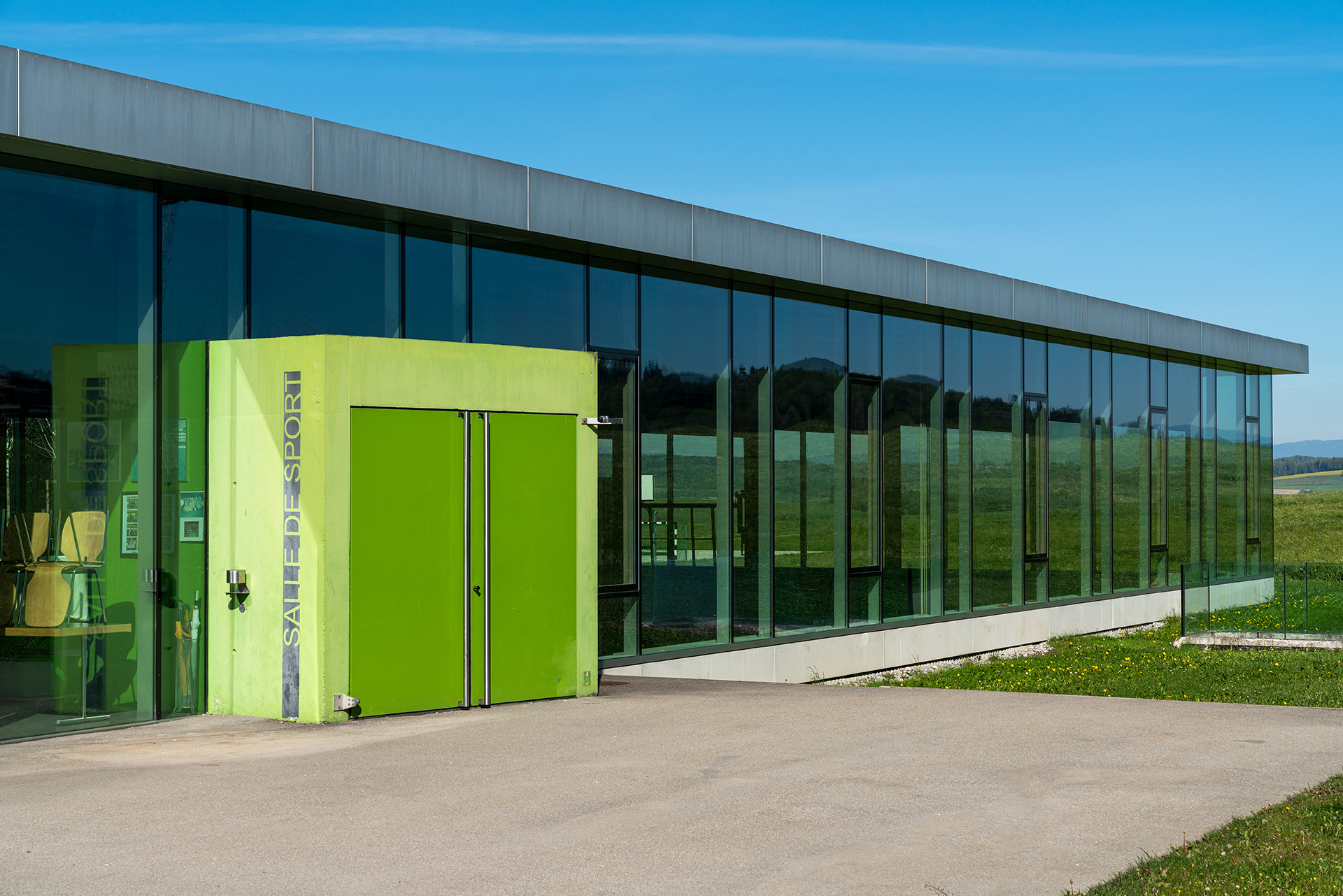
Sporthalle
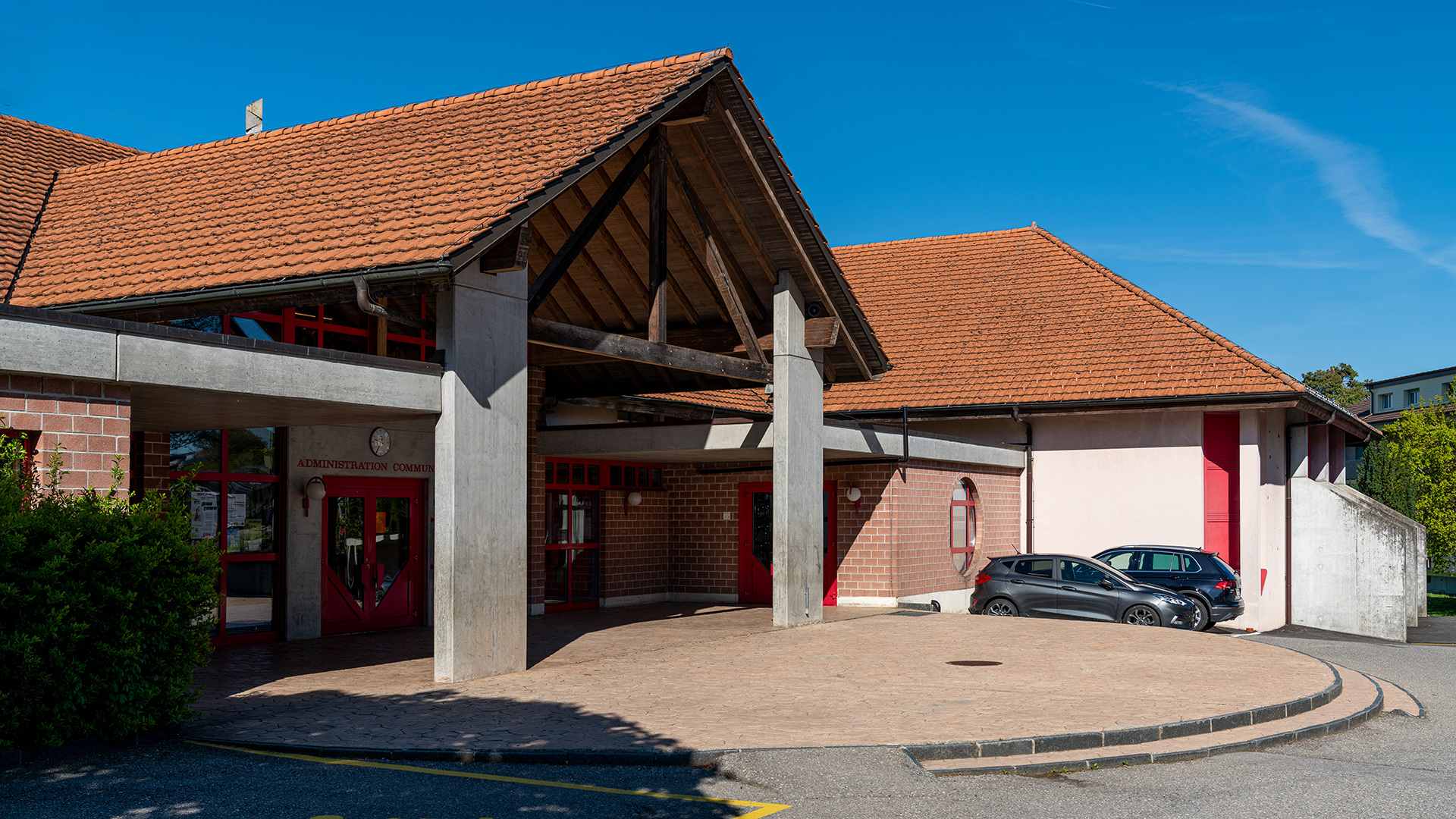
Gemeindehaus
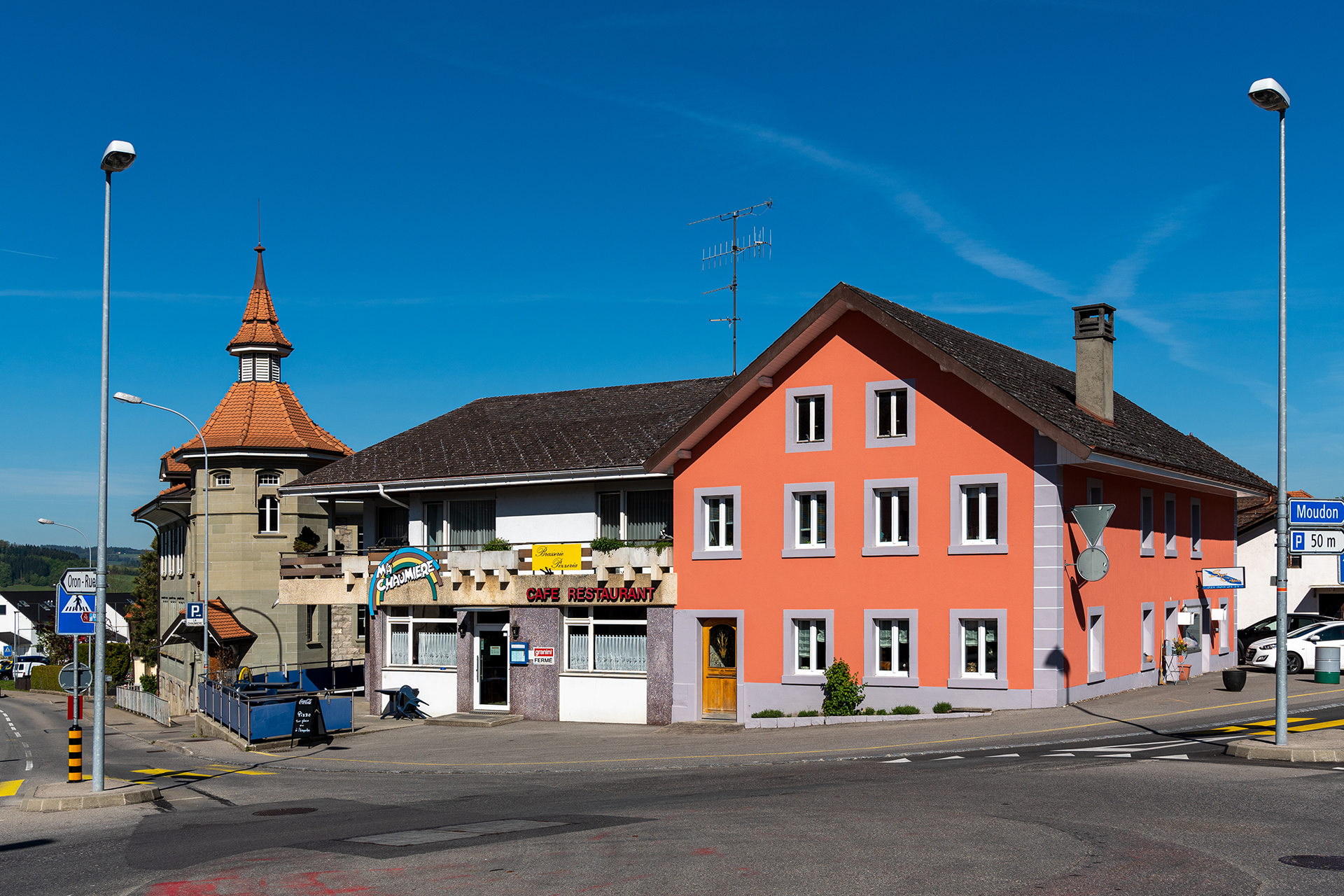
Dorfzentrum
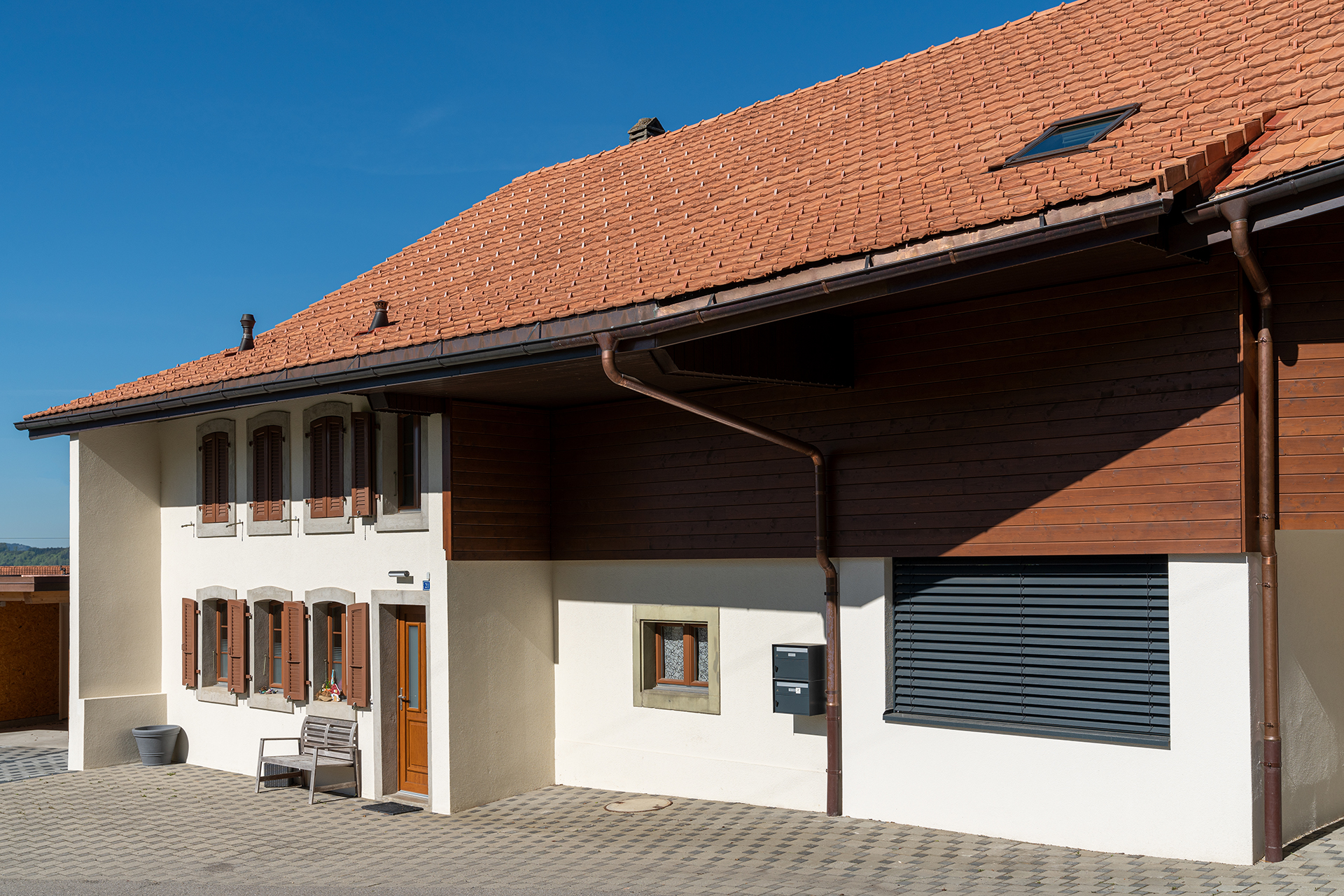
ehem. Bauernhaus